# Powiat Chita
Powiat Chita (jap. 知多郡 Chita-gun) – powiat w Japonii, w prefekturze Aichi. W 2020 roku liczył 159 780 mieszkańców.

## Miejscowości
- Agui
- Higashiura
- Mihama
- Minamichita
- Taketoyo

## Historia[2]

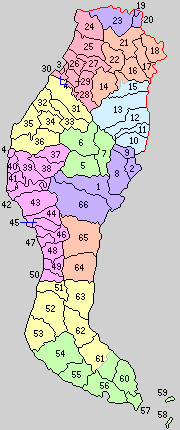
Powiat Chita (1–66 – 1889 r.)

- Powiat został założony 20 grudnia 1878 roku. Wraz z utworzeniem nowego systemu administracyjnego 1 kwietnia 1889 roku powiat Chita został podzielony na 4 miejscowości oraz 62 wioski[3].
- 17 grudnia 1890: (6 miejscowości, 60 wiosek)
  - wioska Narawa zdobyła status miejscowości.
  - wioska Tokoname zdobyła status miejscowości.
- 17 lutego 1891 – wioska Taketoyo zdobyła status miejscowości. (7 miejscowości, 59 wiosek)
- 1 kwietnia 1891 – w wyniku połączenia wiosek Ikuji i Ishihama powstała wioska Ikuhama. (7 miejscowości, 58 wiosek)
- 31 maja 1892 – wioska Ikuhama została podzielona: wioski Ikuji i Ishihama zostały ponownie utworzone. (7 miejscowości, 59 wiosek)
- 13 września 1892: (8 miejscowości, 57 wiosek)
  - wioska Okehazama została połączona z wioską Kyōwa.
  - wioska Arimatsu zdobyła status miejscowości.
- 8 listopada 1893 – wioska Utsumi zdobyła status miejscowości. (9 miejscowości, 56 wiosek)
- 4 grudnia 1893 – część wsi Kyōwa została włączona w teren miejscowości Arimatsu.
- 8 września 1894: (11 miejscowości, 54 wiosek)
  - wioska Ōdaka zdobyła status miejscowości.
  - wioska Morozaki zdobyła status miejscowości.
- 6 maja 1903: (13 miejscowości, 52 wiosek)
  - wioska Kōwa zdobyła status miejscowości.
  - wioska Okada zdobyła status miejscowości.
- 1 lutego 1905 – wioska Toyohama zdobyła status miejscowości. (14 miejscowości, 51 wiosek)
- 1 maja 1906 – miały miejsce następujące połączenia: (14 miejscowości, 19 wiosek)
  - miejscowość Morozaki, wioska Ōi → miejscowość Morozaki,
  - miejscowość Utsumi, wioska Yamami → miejscowość Utsumi,
  - wioski Agui, Kamiagui, Higashiagui → wioska Agui,
  - miejscowość Yokosuka, wioski Ōta, Kagiya, Takayokosuka, Yabu → miejscowość Yokosuka,
  - wioski Yata, Kume, Kanayama → wioska Miwa,
  - wioski Nishinokuchi, Enokido, Taya → wioska Onizaki,
  - wioski Tarumi (樽水村), Nishiano, Kariya (苅屋村), Koba → wioska Kizushi,
  - wioski Fujie, Ishihama, Ikuji, Ogawa, Morioka (część) → wioska Higashiura,
  - wioski Ōbu, Yoshida, Kitasaki, Yokone, Nagakusa, Kyōwa, Morioka (część) → wioska Ōbu,
  - miejscowość Kamezaki, wioska Ariwaki, Okkawa → miejscowość Kamezaki,
  - wioski Yahata, Shinchi, 佐布里村 → wioska Yahata,
  - wioski Hinaga, Kanazawa → wioska Asahi.
- 1 lipca 1906 – miały miejsce następujące połączenia: (14 miejscowości, 16 wiosek)
  - wioski Okuda, Noma → wioska Noma,
  - miejscowość Kōwa, wioski Futto, Toyooka (część) → miejscowość Kōwa,
  - miejscowość Toyohama, wioska Toyooka (część) → miejscowość Toyohama,
  - wioski Kosugaya, Ōtani, Kaminoma, Sakai → wioska Kosugaya.
- 1 września 1906 – w wyniku połączenia wiosek Nawa, Arao i Fukishima powstała wioska Ueno. (14 miejscowości, 14 wiosek)
- 10 grudnia 1911 – wioska Kizushi zdobyła status miejscowości i zmieniła nazwę na Nishiura. (15 miejscowości, 13 wiosek)
- 1 listopada 1915 – wioska Ōbu zdobyła status miejscowości. (16 miejscowości, 12 wiosek)
- 1 kwietnia 1922 – wioska Yahata zdobyła status miejscowości. (17 miejscowości, 11 wiosek)
- 1 października 1937 – miejscowość Handa połączyła się z miejscowościami Kamezaki i Narawa i zdobyła status miasta. (14 miejscowości, 11 wiosek)
- 11 lutego 1940 – wioska Ueno zdobyła status miejscowości. (15 miejscowości, 10 wiosek)
- 1 lipca 1942 – wioska Noma zdobyła status miejscowości. (16 miejscowości, 9 wiosek)
- 1 czerwca 1948 – wioska Higashiura zdobyła status miejscowości. (17 miejscowości, 8 wiosek)
- 1 października 1951 – wioska Onizaki zdobyła status miejscowości. (18 miejscowości, 7 wiosek)
- 1 kwietnia 1952 – wioska Asahi zdobyła status miejscowości. (19 miejscowości, 6 wiosek)
- 1 lipca 1952 – wioska Kosugaya zdobyła status miejscowości. (20 miejscowości, 5 wiosek)
- 1 stycznia 1953 – wioska Agui zdobyła status miejscowości. (21 miejscowości, 4 wioski)
- 1 kwietnia 1954 – miejscowość Tokoname połączyła się z miejscowościami Onizaki, Nishiura, Ōno i wioską Miwa i zdobyła status miasta. (17 miejscowości, 3 wioski)
- 5 października 1954 – miejscowość Taketoyo powiększyła się o teren wioski Fuki. (17 miejscowości, 2 wioski)
- 1 kwietnia 1955: (14 miejscowości, 2 wioski)
  - w wyniku połączenia miejscowości Kōwa i Noma powstała miejscowość Mihama.
  - w wyniku połączenia miejscowości Yahata, Okada i Asahi powstała miejscowość Chita.
- 31 marca 1957 – miejscowość Kosugaya została podzielona: część została włączona do miejscowości Tokoname, a reszta została do miejscowości Mihama. (13 miejscowości, 2 wioski)
- 1 czerwca 1961 – w wyniku połączenia miejscowości Utsumi, Toyohama, Morozaki oraz wiosek Shinojima i Himakajima powstała miejscowość Minamichita. (11 miejscowości)
- 1 grudnia 1964 – miejscowości Arimatsu i Odaka zostają włączone w teren miasta Nagoja. Stały się częścią dzielnicy Midori. (9 miejscowości)
- 1 kwietnia 1969 – w wyniku połączenia miejscowości Ueno i Yokosuka powstało miasto Tōkai. (7 miejscowości)
- 1 września 1970: (5 miejscowości)
  - miejscowość Ōbu zdobyła status miasta.
  - miejscowość Chita zdobyła status miasta.